# بيل دونوفان
بيل دونوفان (بالإنجليزية: Bill Donovan)‏ هو لاعب كرة قاعدة أمريكي، ولد في 13 أكتوبر 1876 في لورانس في الولايات المتحدة، وتوفي في 9 ديسمبر 1923.

## وصلات خارجية
- بيل دونوفان على موقعبيزبول رفرنس.كوم (الدوري الرئيسي) (الإنجليزية)